# 馬爾亞尼夫卡 (新瓦西里夫卡市鎮)
46°55′16″N 36°1′11″E / 46.92111°N 36.01972°E

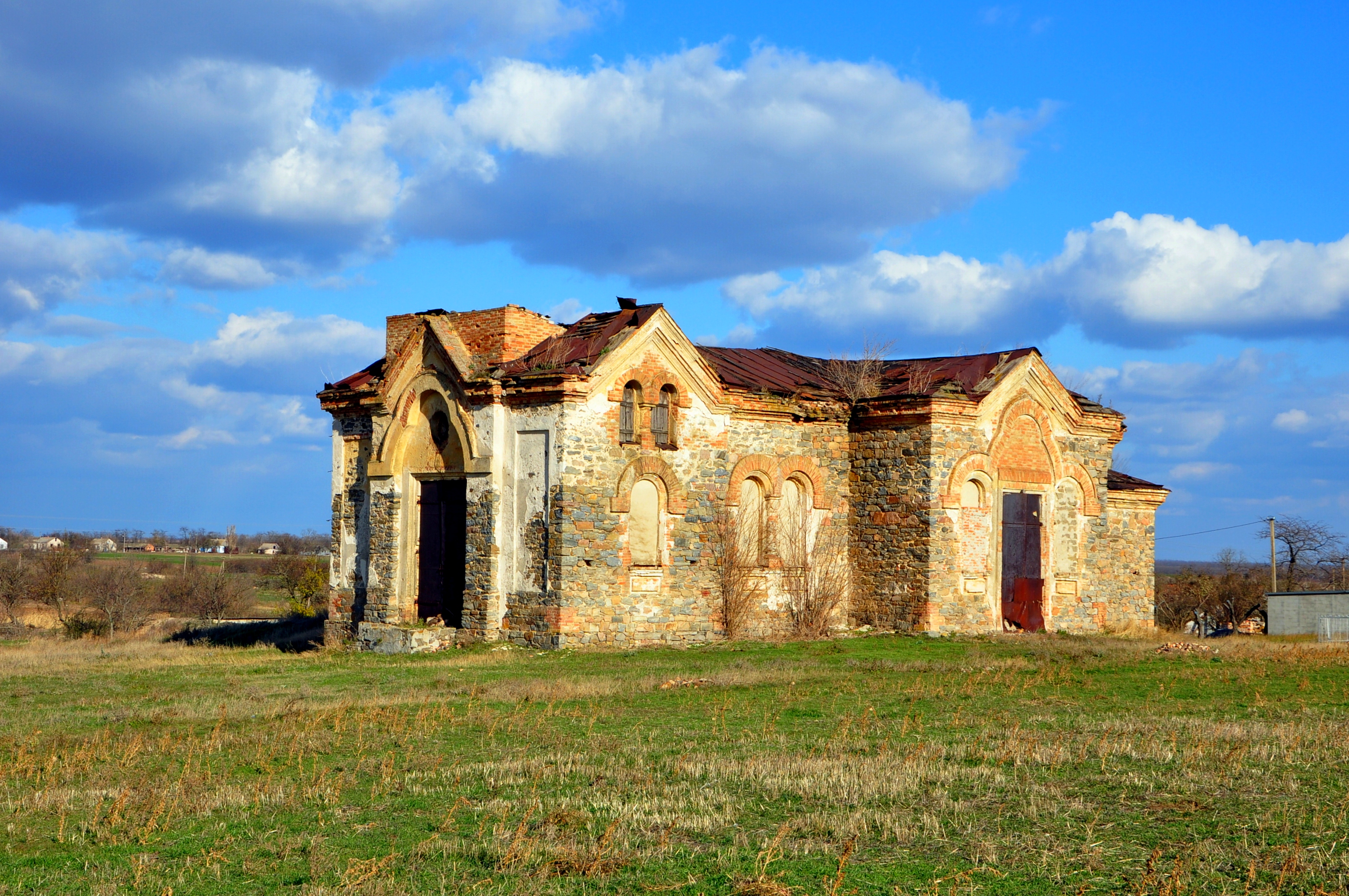
老教堂

馬尔亞尼夫卡（烏克蘭語：Мар'янівка）是位於烏克蘭東南部的村莊，由扎波羅熱州梅利托波爾區的新瓦西里夫卡市鎮負責管轄。該村距離赫羅米夫卡1.5公里，始建於1863年，面積1.51平方公里，海拔高度25米，2001年人口315。